# Ingrit Valencia
Pour les articles homonymes, voir Valencia.
Ingrit Lorena Valencia Victoria est une boxeuse colombienne née le 3 septembre 1988 à Morales. 

## Carrière
Lors des Jeux olympiques d'été de 2016 à Rio de Janeiro, Ingrit Valencia devient la première Colombienne à participer à une épreuve de boxe féminine aux Jeux olympiques. Elle y remporte une médaille de bronze dans la catégorie des poids mouches en ne s'inclinant qu'en demi-finale contre la Française Sarah Ourahmoune.
Elle est médaillée d'argent dans la catégorie des poids mi-mouches aux championnats du monde d'Istanbul en 2022 puis médaillée de bronze dans la même catégorie aux championnats du monde de New Delhi en 2023.

## Palmarès

### Jeux olympiques
- Médaille de bronze en poids mouches lors des Jeux olympiques d'été de 2016 à Rio.

### Championnats du monde
- Médaille d'argent en -50 kg en 2022 à Istanbul, Turquie
- Médaille de bronze en -50 kg en 2023 à New Delhi, Inde

### Championnats panaméricains
- Médaille d'or  en -52 kg en 2022 à Guayaquil, Équateur

## Référence
1. ↑  « Profil de Ingrit Valencia » (consulté le 1er septembre 2017)
2. ↑  (es) Augusto López, « Ingrit Lorena Valencia, la chica de los golpes de oro », El País,‎ 16 novembre 2012 (lire en ligne, consulté le 19 août 2016).
3. ↑  (es) AFP, « Íngrit Valencia, medalla de bronce en los Juegos Olímpicos », El Tiempo,‎ 18 août 2016 (lire en ligne, consulté le 19 août 2016).
4. ↑  (es) « Río 2016: Ingrit Valencia ganó bronce para Colombia en boxeo », El Comercio,‎ 18 août 2016 (lire en ligne, consulté le 19 août 2016).